# 王宜 (成化進士)
王宜（1439年—？），字益亨，江西臨江府新淦縣人，民籍。明朝政治人物。進士出身。

## 生平
江西鄉試第九十四名。成化八年（1472年）壬辰科會試第一百四十一名，殿試登進士第二甲第三十二名。

## 家族
曾祖父王伯清。祖父王景昌。父亲王載錫。